# Weltmeisterschaften im Gewichtheben 1962
Die 37. Weltmeisterschaften im Gewichtheben fanden vom 16. bis 22. September 1962 in der ungarischen Hauptstadt Budapest statt. An den von der International Weightlifting Federation (IWF) ausgetragenen Wettkämpfen nahmen 113 Gewichtheber aus 27 Nationen teil. Die Sowjetunion wurde erneut erfolgreichste Nation, gefolgt von Gastgeber Ungarn sowie Japan und dem Vereinigten Königreich.

## Medaillengewinner
| Disziplin           | Gold              | Silber               | Bronze               |
| ------------------- | ----------------- | -------------------- | -------------------- |
| Bantamgewicht       | Yoshinobu Miyake  | Imre Földi           | Wladimir Stogow      |
| Federgewicht        | Jewgeni Minajew   | Jewgeni Kazura       | Rudolf Kozłowski     |
| Leichtgewicht       | Wladimir Kaplunow | Waldemar Baszanowski | Marian Zieliński     |
| Mittelgewicht       | Alexander Kurynow | Mihály Huszka        | Mohammad Ami-Tehrani |
| Leichtschwergewicht | Győző Veres       | Thomas Kono          | Géza Tóth            |
| Mittelschwergewicht | Louis Martin      | Ireneusz Paliński    | Bill March           |
| Superschwergewicht  | Juri Wlassow      | Norbert Schemansky   | Gary Gubner          |

## Medaillenspiegel
Die Platzierungen im Medaillenspiegel sind nach der Anzahl der gewonnenen Goldmedaillen sortiert, gefolgt von der Anzahl der Silber- und Bronzemedaillen (Lexikographische Ordnung). Weisen zwei oder mehr Nationen eine identische Medaillenbilanz auf, werden sie alphabetisch geordnet auf dem gleichen Rang geführt.
| Rang | Nation                 | Gold | Silber | Bronze | Gesamt |
| ---- | ---------------------- | ---- | ------ | ------ | ------ |
| 1.   | Sowjetunion            | 4    | 1      | 1      | 6      |
| 2.   | Ungarn                 | 1    | 2      | 1      | 4      |
| 3.   | Japan                  | 1    | 0      | 0      | 1      |
| 3.   | Vereinigtes Königreich | 1    | 0      | 0      | 1      |
| 5.   | Polen                  | 0    | 2      | 2      | 4      |
| 5.   | Vereinigte Staaten     | 0    | 2      | 2      | 4      |
| 7.   | Iran                   | 0    | 0      | 1      | 1      |